# El patito nada en el Ticina

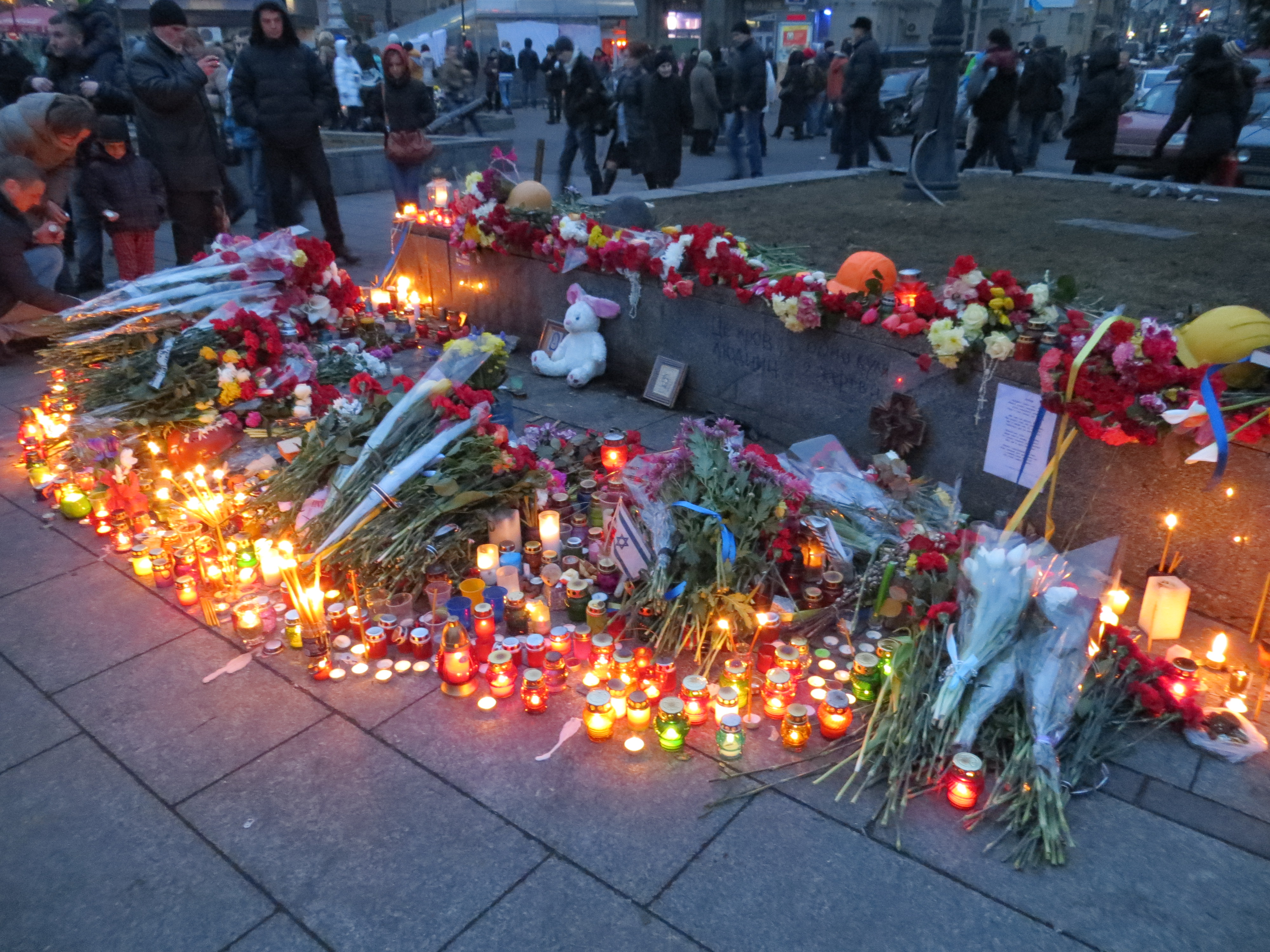
Réquiem a los muertos durante la revolución Euromaidán, 23 de febrero de 2014

«El patito nada en el Tisza» (ucraniano: Пливе́ ка́ча по Тиси́ні, Plyvé kacha po Tysyni) es una canción folclórica de duelo, en idioma ucraniano originaria del territorio étnico de  Lemkyvshyna  (otras fuentes se refieren al territorio de Zacarpatia)
Actualmente es muy conocida después de su ejecución durante el réquiem`por los manifestantes que resultaron muertos (asesinados) tras la serie de manifestaciones conocidas como Euromaidán que tuvieron lugar en 2014 y que forman parte de la llamada Revolución de la Dignidad (en).

## Historia
La historia de la canción es literaria. De acuerdo al investigador Vasil Sokol, la obra poética de carácter nacional está esencialmente modificada por el escritor y traductor de Zacarpatia Vasyl Grendzha-Donský. 
La poética de la obra es fundamentalmente arcaica. En particular en cuanto se refiere a la figura de la muerte  (o el paso al "más allá"), representado en la figura de un pato que atraviesa la extensión de un río. Esta imagen existe en diferentes versiones, en obras celtas y fino-húngaras. 
Pertenece a las canciones con temática sobre reclutas.

## Relación con los sucesos del Euromaidán
Una versión moderna y popular de la canción, interpretada por el grupo Pikkardiyska Tértsiya fue utilizada como réquiem durante la ceremonia fúnebre realizada en la Plaza de la Independencia en honor a los héroes muertos durante el Euromaidán que formó parte de la Revolución de la Dignidad.
La canción se escuchó en enero de 2014, durante las exequias del fallecido bielorruso Myjailo Zhyznevsky. Sus amigos eran conocedores que esta canción era su favorita, y por ello la hicieron sonar durante su despedida. 
Por su fuerte carga emocional, la continuaron interpretando en memoria por los muertos, y en poco tiempo se convirtió en un himno no oficial de la Centuria Celestial como se ha denominado a los más de cien fallecidos durante el Euromaidán (en).

## Galería

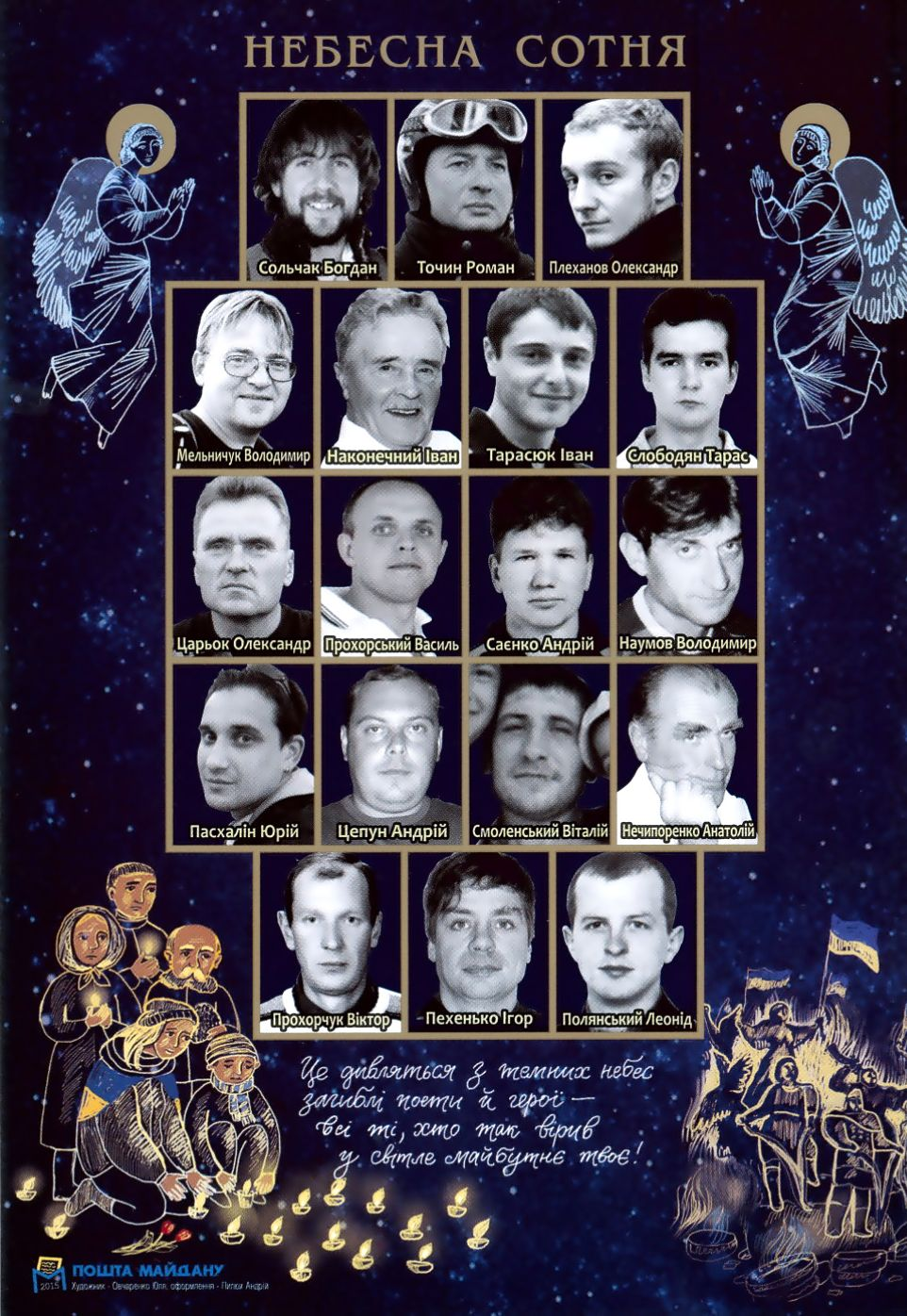
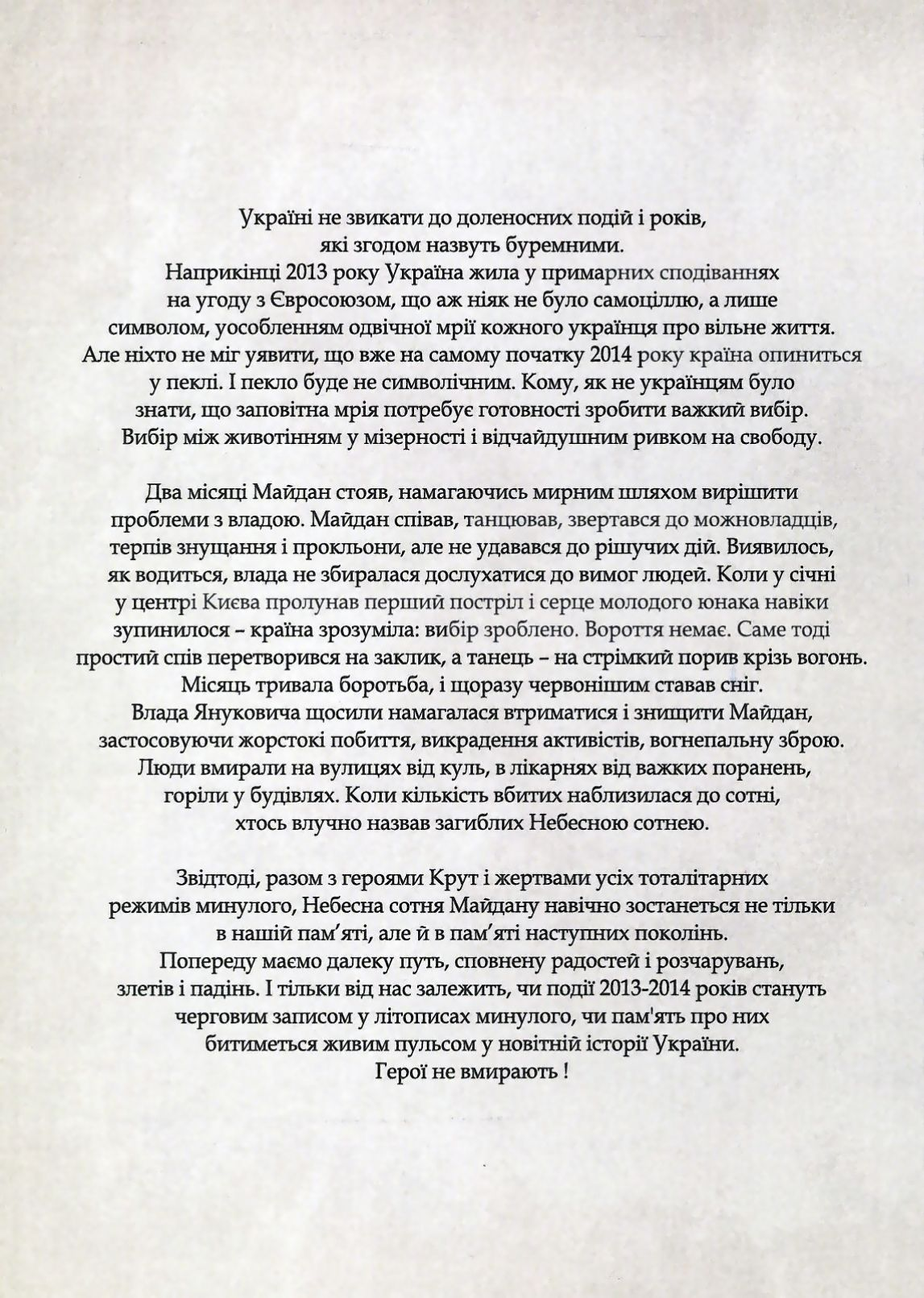
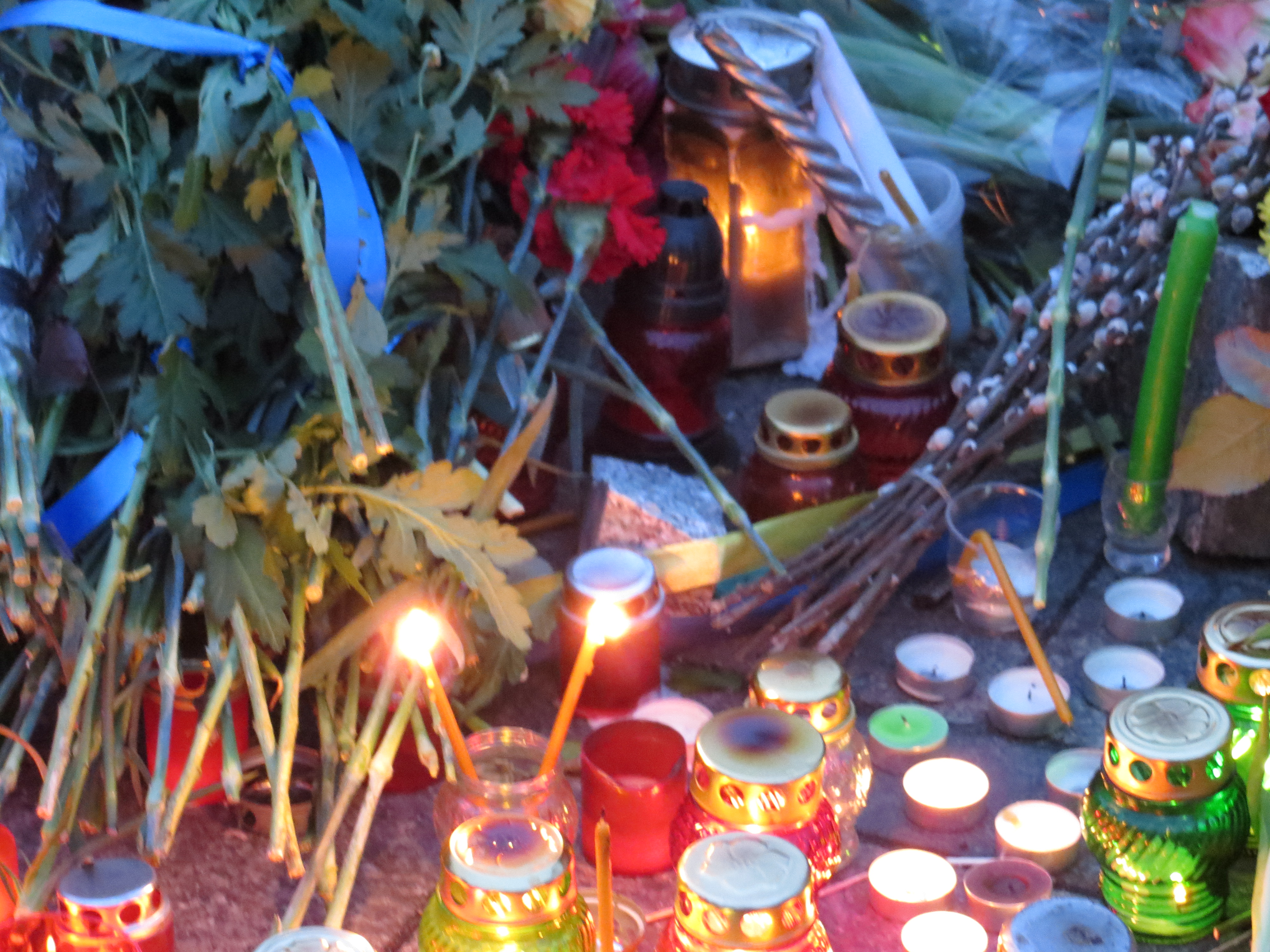
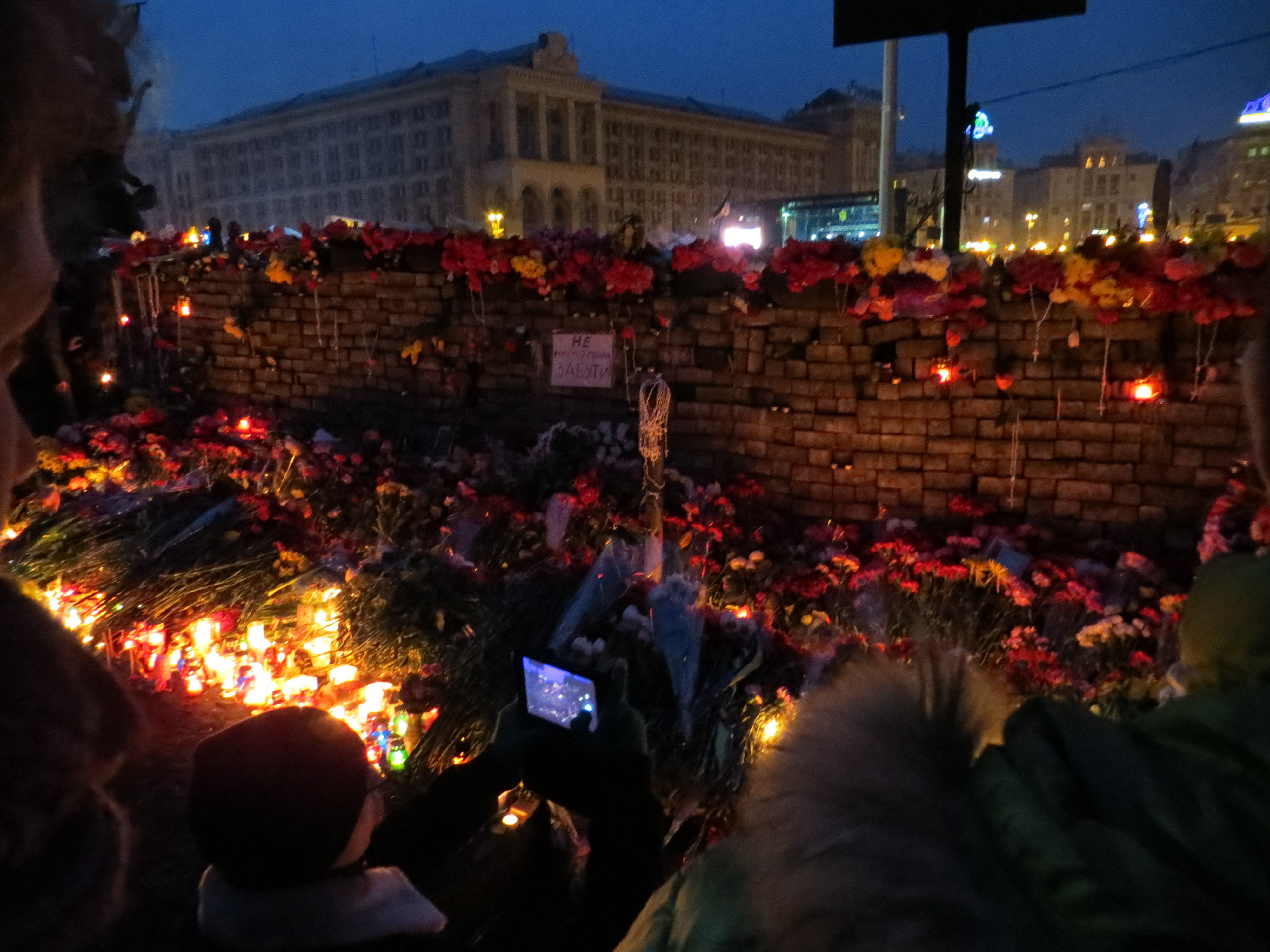
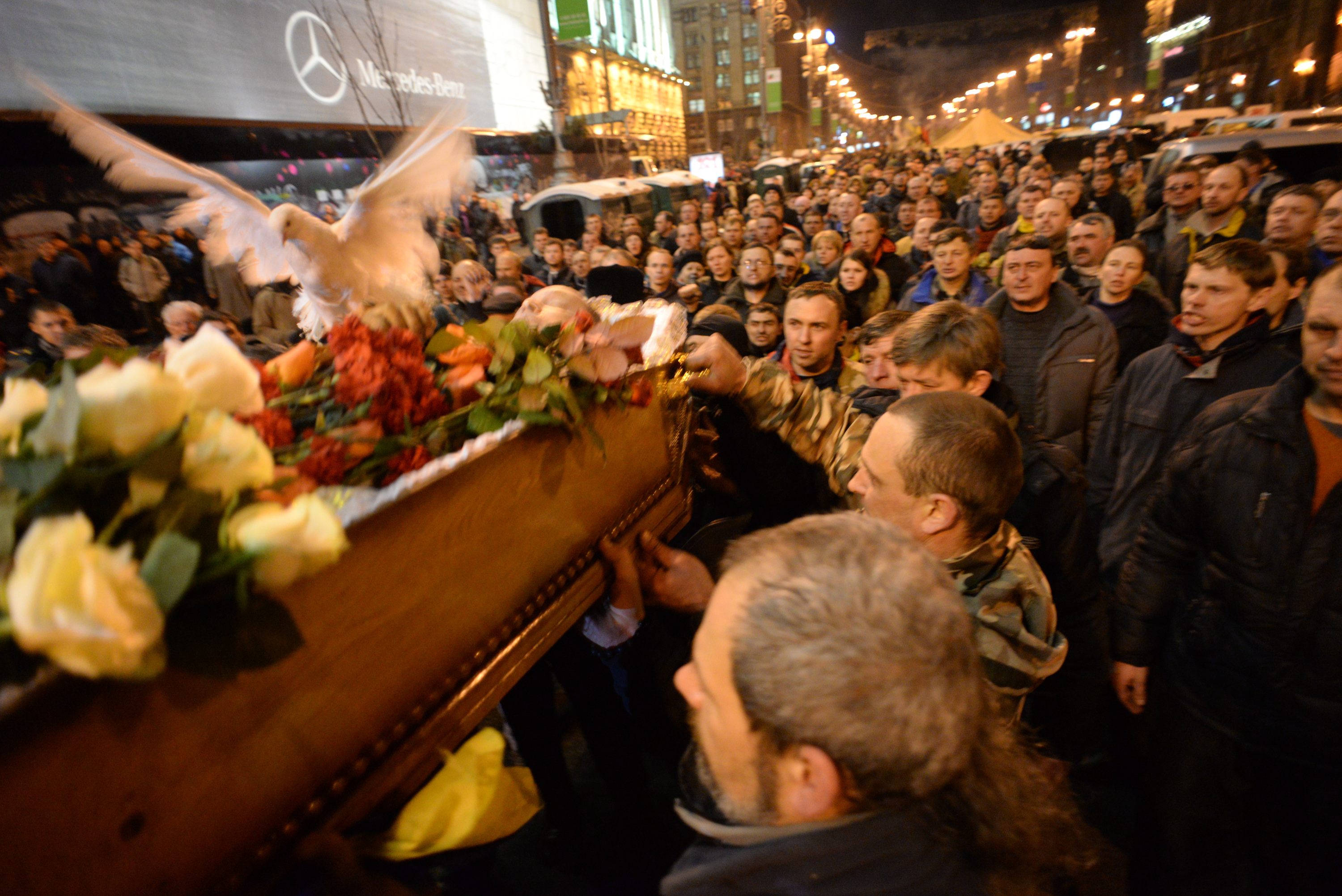
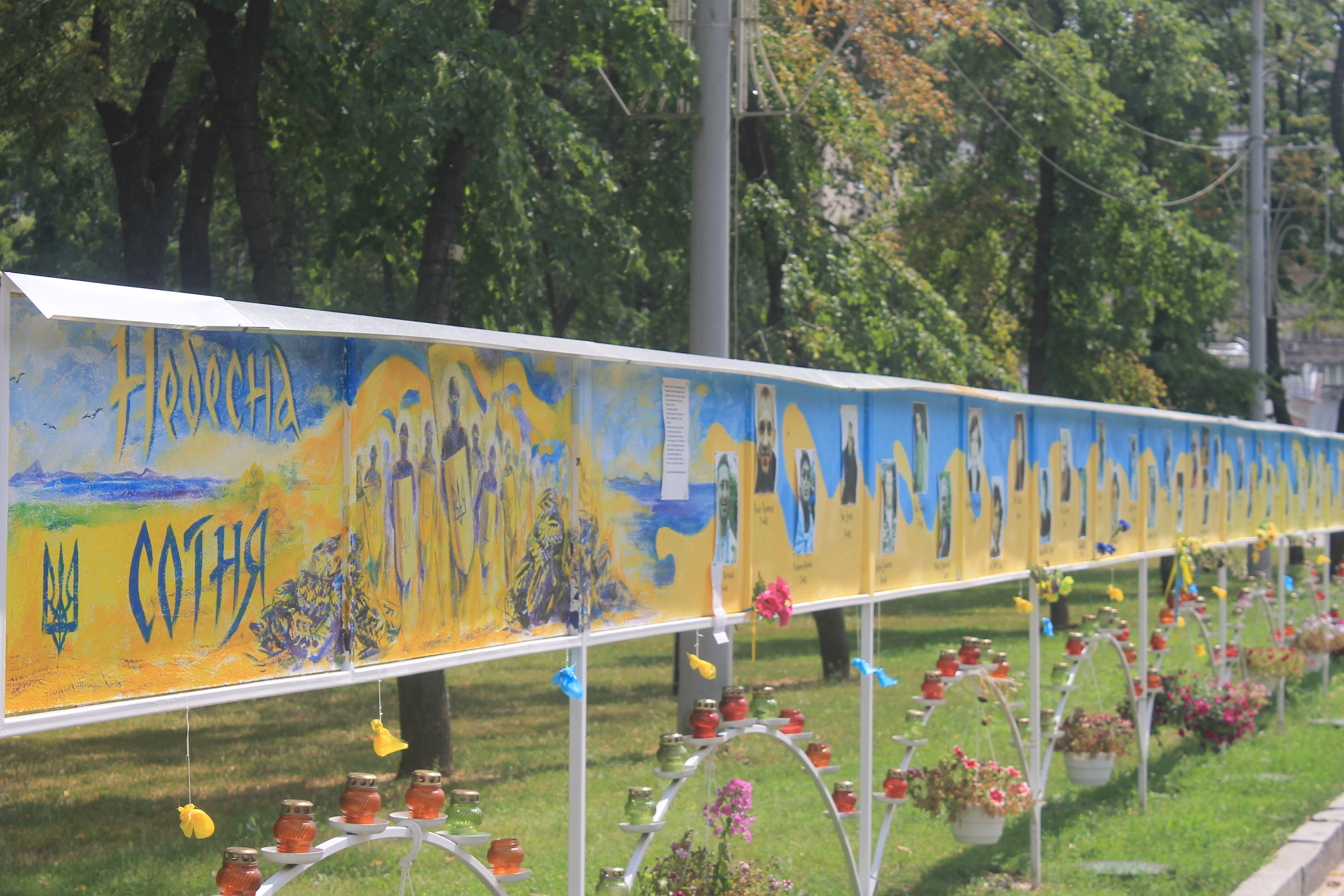

## Letra original
Пливе кача по Тисині,

Ой, пливе кача по Тисині.

Мамко моя, не лай мені,

Мамко моя, не лай мені.

Залаєш ми в злу годину,

Ой, залаєш ми в злу годину.

Сам не знаю, де погину,

Сам не знаю, де погину.

Погину я в чужім краю,

Погину я в чужім краю.

Хто ж ми буде брати яму?

Хто ж ми буде брати яму?

Виберут мі чужі люде,

Ой виберут мі чужі люде,

Ци не жаль ти, мамко, буде?

Ой, ци не жаль ти, мамко, буде?

Ой як ж мені, синку, не жаль?

Як же мені, синку, не жаль?

Ти на моїм серцю лежав,

Ти на моїм серцю лежав.

Пливе кача по Тисині,

Ой, пливе кача по Тисині.

Мамко моя, не лай мені,

Мамко моя, не лай мені.